# Меликов, Салман Али оглы
Салман Али оглы Меликов (азерб. Salman Əli oğlu Məlikov; 1 мая 1912, Елизаветполь — ?) — советский азербайджанский государственный деятель, Герой Социалистического Труда (1948).

## Биография
Родился 1 мая 1912 года в городе Елизаветполь Елизаветпольской губернии (ныне город Гянджа в Азербайджане).
Участник Великой Отечественной войны. Участвовал в боях за Севастополь, был командиром взвода. Демобилизован в связи с ранением в 1943 году.
С 1932 года — агроном Акстафинской МТС. С 1943 года — заведующий Акстафинским районным отделом внутренних дел, с 1946 года — заведующий районным отделом сельского хозяйства. В 1947—1950 годах — председатель исполкома Акстафинского районного Совета депутатов трудящихся. С 1950 года — председатель Кюрдамирского райисполкома, с 1952 года — начальник отдела сельского хозяйства Бакгорисполкома, с 1953 года — первый секретарь Кюрдамирского райкома КП Азербайджана. В 1956—1959 годах — инструктор ЦК КП республики, директор Евлахского хлопкоочистительного завода, с 1959 года — заместитель начальника Бакинской земельной экспедиции. С 1960 года — первый секретарь Мир-Баширского РК Компартии Азербайджана. Позже — начальник, с 1978 года — старший агроном отдела зерновых совхозов Министерства сельского хозяйства Азербайджанской ССР. В 1947 году обеспечил своей работой перевыполнение в целом по району планового сбора урожая хлопка на 26,5 процентов.
Указом Президиума Верховного Совета СССР от 10 марта 1948 года за получение в 1947 году высоких урожаев хлопка Меликову Салману Али оглы присвоено звание Героя Социалистического Труда с вручением ордена Ленина и золотой медали «Серп и Молот».
Активно участвовал в общественной жизни Азербайджана. Член КПСС с 1945 года. Депутат Верховного Совета Азербайджанской ССР 4-го, 6-го и 7-го созывов.